# Busch-Reisinger Museum
Das 1903 eröffnete Busch-Reisinger Museum in Cambridge nahe Boston ist das einzige Museum Nordamerikas, dessen Bestimmung Studien von Kunst aus deutschsprachigen Ländern ist. Das Museum führte das Fogg Art Museum und das Arthur M. Sackler Museum als Teile des Harvard Art Museums im Umfeld der Harvard University zusammen.

## Geschichte

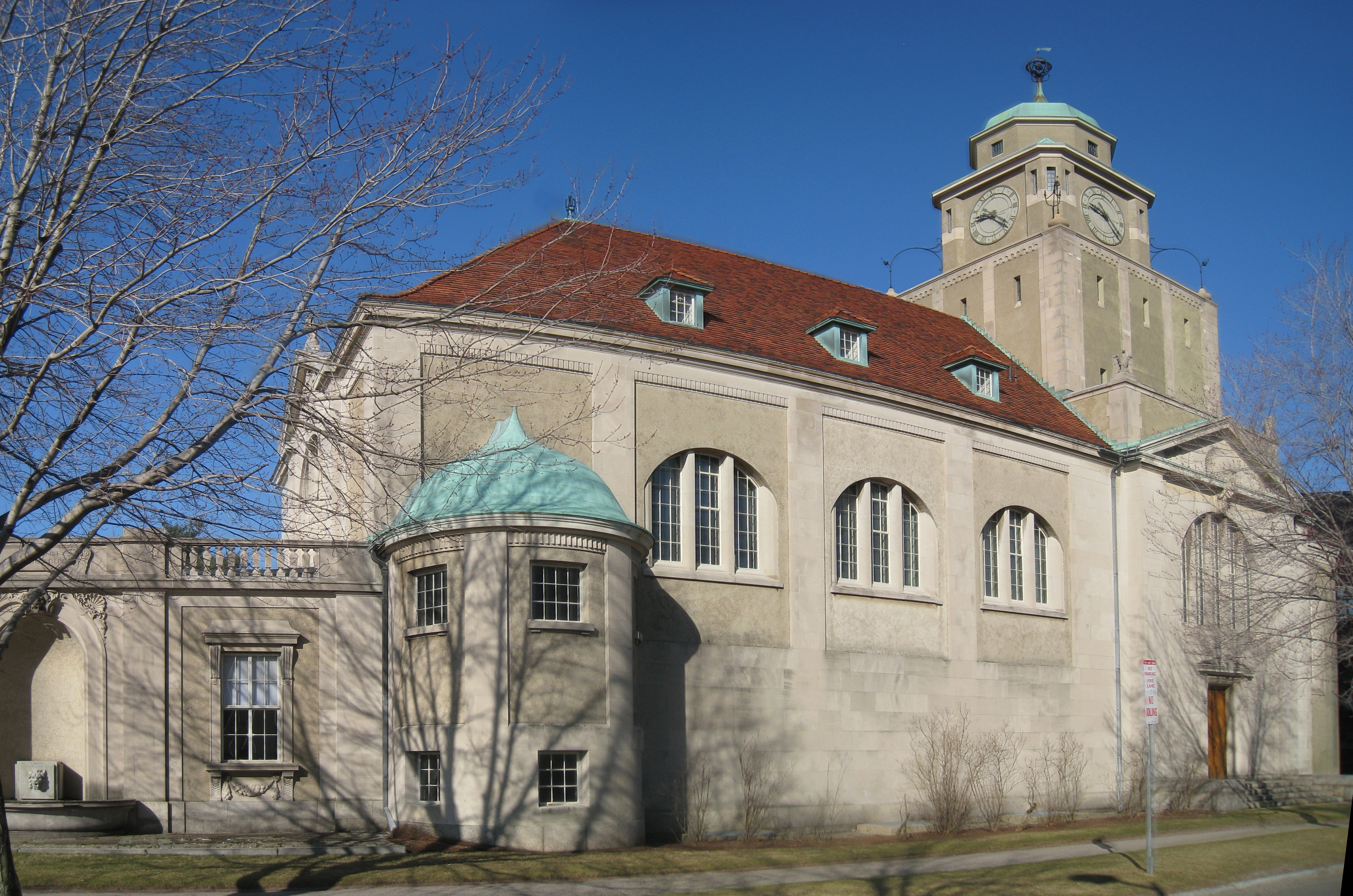
Adolphus Busch Hall

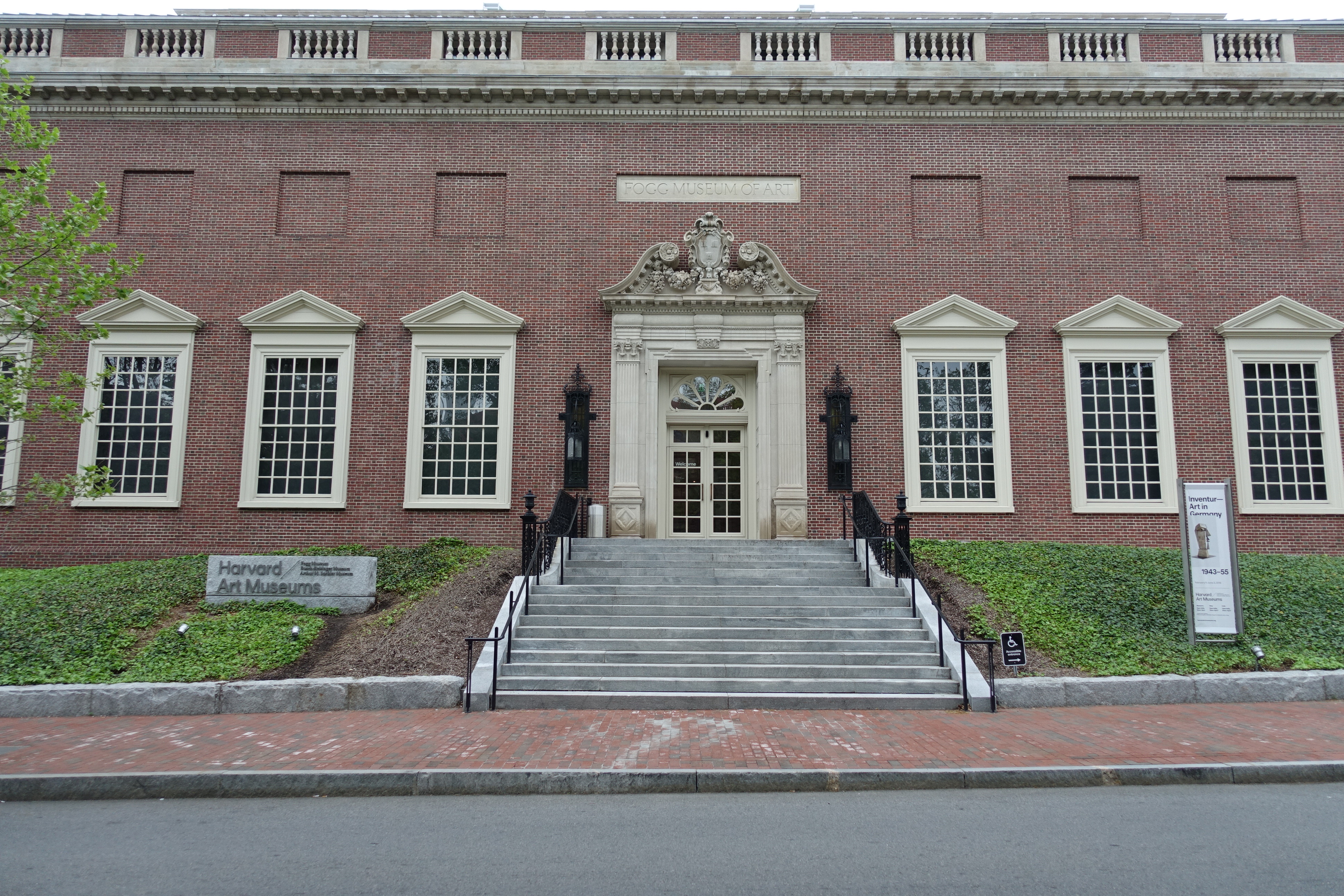
Ehemalige Eingang zum Fogg Museum Of Art.

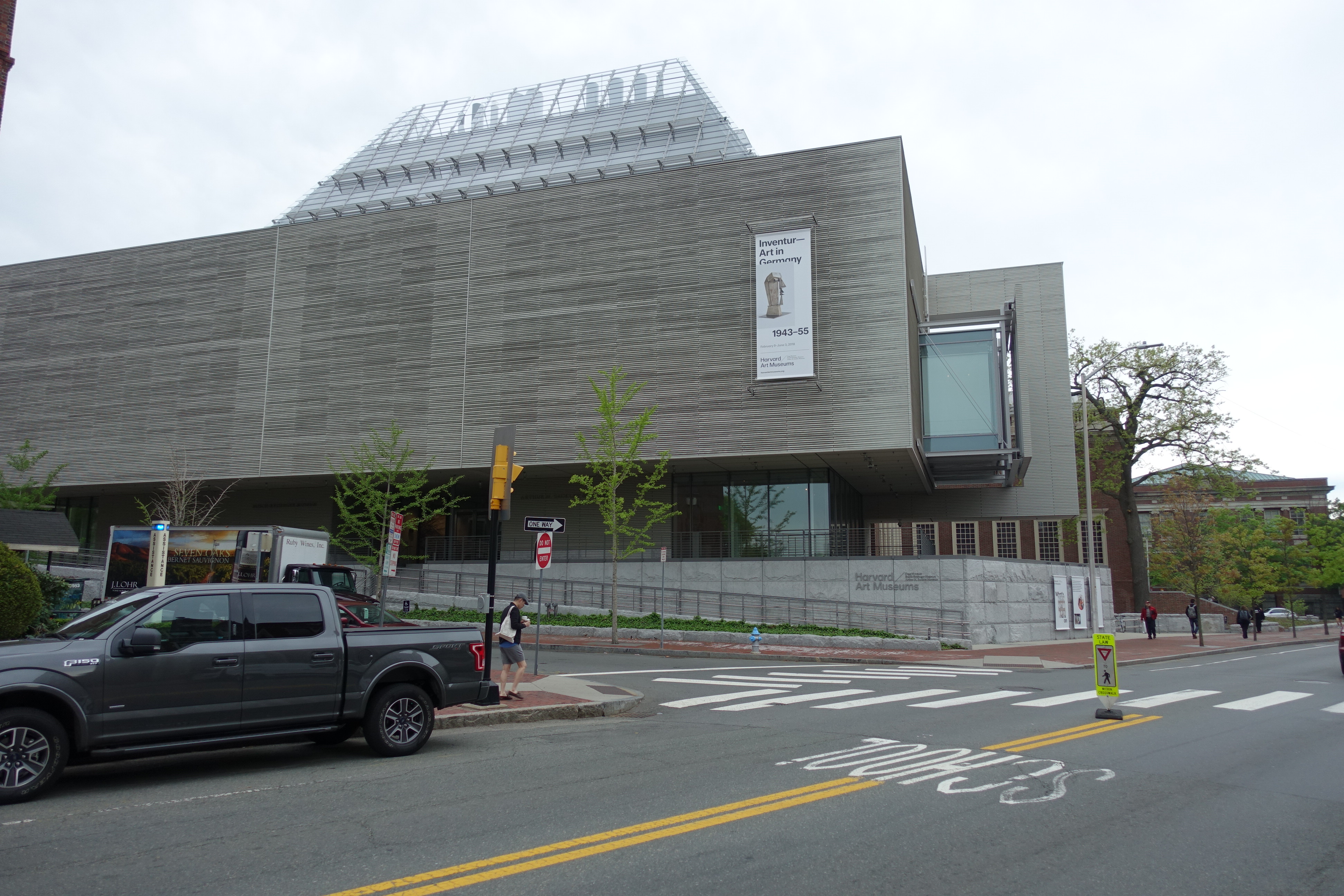
Neubau von Renzo Piano und Eingang zu den Harvard Art Museen

Von 1921 bis 1991 befand sich das Museum in der nach dem in Deutschland geborenen Gründer der Brauerei Anheuser-Busch benannten Adolphus Busch Hall, 29 Kirkland Street, dem vormaligen Germanic Museum der Universität, das jedoch bis 1921 nicht für die Öffentlichkeit zugänglich war. Dieser Gebäudekomplex beherbergt nun die Busch-Reisinger-Stiftungssammlung mittelalterlicher Gipsabgüsse und eine Ausstellung zur Geschichte des Museums. Darüber hinaus finden dort Konzerte auf der weltbekannten Flentrop-Orgel des Hauses statt. Das Museum selbst zog 1991 in die neu errichtete nach dem Gründer des Otto-Versands benannten Werner Otto Hall, 32 Quincy Street, das vom Architektenbüro Gwathmey Siegel & Associates entworfen wurde.
2008 wurde dieses Haus, in dem sich auch das Fogg Art Museum befindet, für eine aufwändigere Umgestaltung geschlossen in deren Rahmen ein von Renzo Piano entworfener Anbau errichtet werden soll, durch den in diesem Gebäudekomplex dann die drei Museen untergebracht werden können. Während des Umbaus sind ausgesuchte Werke aus dem Sammlungen von Fogg, Busch-Reisinger und Sackler-Museum im Arthur M. Sackler Museum, 485 Broadway, zu sehen.

## Sammlung
Das Museum besitzt Werke der Wiener Secession, Deutschen Expressionismus, bspw. Max Beckmanns Selbstbildnis im Smoking, Abstrakte Kunst der 1920er Jahre, Material mit Bauhaus-Bezug. Weitere Schwerpunkte umfassen mittelalterliche Skulpturen und Kunst aus dem 18. Jahrhundert. Beachtenswerte Werke aus der Nachkriegszeit stammen von Georg Baselitz, Anselm Kiefer, Gerhard Richter. Ebenso findet sich dort eine der umfassendsten Sammlungen von Werken Joseph Beuys.
Viele Werke des Museums sind auch als Abbildungen im 250.000 Werke umfassenden Internetkatalog des Harvard Art Museum verfügbar.